# Gorerotted
Gorerotted var ett brittiskt brutal death metal-band. Debutalbumet från 2000, Mutilated in Minutes, har bland annat brutal tortyr, extremvåld, blodbad och nekrofili som teman.

## Diskografi
Demoer
- 1998 – Her Gash I Did Slash
- 1999 – Promo 1999

Studioalbum
- 2000 – Mutilated in Minutes
- 2003 – Only Tools and Corpses
- 2005 – A New Dawn for the Dead

Annat
- 2010 – Split Your Guts Vol. 1 (split med Gruesome Stuff Relish och Gronibard)